# 築山駅
築山駅（つきやまえき）は、奈良県大和高田市築山にある、近畿日本鉄道（近鉄）大阪線の駅である。駅番号はD24。

## 歴史
- 1927年（昭和2年）7月1日：大阪電気軌道八木線（現在の大阪線）の恩智 - 高田（現・大和高田）間開通と同時に開業[1]。
- 1941年（昭和16年）3月15日：参宮急行電鉄との会社合併により、関西急行鉄道の駅となる[1]。
- 1944年（昭和19年）6月1日：会社合併により近畿日本鉄道の駅となる[1]。
- 2007年（平成19年）4月1日：PiTaPa使用開始[2]。
- 2021年（令和3年）10月1日以降時期不明：終日無人駅化[3]。

## 駅構造
相対式2面2線のホームを持つ地上駅。駅舎（改札口）は2番ホーム側にあり、1番ホームへは跨線橋で連絡している。ホーム有効長は6両。トイレは上りホームにあり、男女別の水洗式。
大和高田駅管理の無人駅で、PiTaPa・ICOCA対応の自動改札機および自動精算機（回数券カードおよびICカードのチャージに対応）が設置されている。

### のりば
| のりば | 路線     | 方向 | 行先           |
| ------ | -------- | ---- | -------------- |
| 1      | D 大阪線 | 下り | 名張方面       |
| 2      | D 大阪線 | 上り | 大阪上本町方面 |

## 当駅乗降人員
近年における当駅の1日乗降人員の調査結果は以下の通り。
- 2023年11月7日：2,590人
- 2022年11月8日：2,582人
- 2021年11月9日：2,491人
- 2018年11月13日：3,089人
- 2015年11月10日：2,910人
- 2012年11月13日：2,885人
- 2010年11月9日：2,865人
- 2008年11月18日：3,141人
- 2005年11月8日：3,438人

## 利用状況
近年の1日平均乗車人員は以下の通りである。
| 年度               | 1日平均 乗車人員 |
| ------------------ | ---------------- |
| 1985年（昭和60年） | 1,123            |
| 1986年（昭和61年） | 1,145            |
| 1987年（昭和62年） | 1,198            |
| 1988年（昭和63年） | 1,239            |
| 1989年（平成元年） | 1,281            |
| 1990年（平成2年）  | 1,296            |
| 1991年（平成3年）  | 1,338            |
| 1992年（平成4年）  | 1,369            |
| 1993年（平成5年）  | 1,446            |
| 1994年（平成6年）  | 1,443            |
| 1995年（平成7年）  | 1,456            |
| 1996年（平成8年）  | 1,418            |
| 1997年（平成9年）  | 1,379            |
| 1998年（平成10年） | 1,373            |
| 1999年（平成11年） | 1,393            |
| 2000年（平成12年） | 1,401            |
| 2001年（平成13年） | 1,417            |
| 2002年（平成14年） | 1,407            |
| 2003年（平成15年） | 1,383            |
| 2004年（平成16年） | 1,364            |
| 2005年（平成17年） | 1,368            |
| 2006年（平成18年） | 1,391            |
| 2007年（平成19年） | 1,380            |
| 2008年（平成20年） | 1,413            |
| 2009年（平成21年） | 1,351            |
| 2010年（平成22年） | 1,307            |
| 2011年（平成23年） | 1,309            |
| 2012年（平成24年） | 1,300            |
| 2013年（平成25年） | 1,366            |
| 2014年（平成26年） | 1,372            |
| 2015年（平成27年） | 1,398            |
| 2016年（平成28年） | 1,409            |
| 2017年（平成29年） | 1,428            |
| 2018年（平成30年） | 1,437            |
| 2019年（令和元年） | 1,408            |

## 駅周辺
- 築山古墳
- 大谷山自然公園
- 池田遺跡
- 新山古墳
- 大和高田築山郵便局
- 高田川

## 隣の駅
近畿日本鉄道
D 大阪線
■快速急行・■急行
通過
■準急・■区間準急・■普通
五位堂駅 (D23) - 築山駅 (D24) - 大和高田駅 (D25)